# Amy Wright
Pour les articles homonymes, voir Wright.
Amy Wright (née le 15 avril 1950 à Chicago) est une actrice américaine. 

## Biographie
Amy Wright est diplômée de Beloit College. Elle est mariée avec l'acteur Rip Torn.

## Filmographie

### Cinéma
- 1976 : Not a Pretty Picture (en) de Martha Coolidge : Cindy
- 1978 : Girlfriends de Claudia Weill : Ceil
- 1978 : Voyage au bout de l'enfer (The Deer Hunter) de Michael Cimino : demoiselle d'honneur
- 1979 : La Bande des quatre (Breaking Away) de Peter Yates : Nancy
- 1979 : Amityville : La Maison du diable (The Amityville Horror) de Stuart Rosenberg :Jackie
- 1979 : Heartland de Richard Pearce : Clara Jane
- 1979 : Le Malin (Wise Blood) de John Huston : Sabbath Lily
- 1980 : Stardust Memories de Woody Allen : Shelley
- 1980 : Rendez-vous chez Max's (Inside Moves) de Richard Donner : Anne
- 1985 : Beer de Patrick Kelly : Stacy
- 1986 : Le flic était presque parfait (Off Beat, titre québécois Le flic était parfait) de Michael Dinner : Mary Ellen Gruenwald
- 1988 : Allo, je craque (The Telephone, titre québécois Le téléphone) de Rip Torn : Honey Boxe / la voisine irritée / Jennifer sur le répondeur (voix)
- 1988 : Izzy et Sam (Crossing Delancey), de Joan Micklin Silver : Ricki
- 1988 : Voyageur malgré lui (The Accidental Tourist) de Lawrence Kasdan : Rose Leary
- 1989 : Miss Firecracker de Thomas Schlamme : Missy Mahoney
- 1990 : Daddy's Dyin'... Who's Got the Will? (en) de Jack Fisk : Lurlene
- 1990 : Maux d'amour (Love Hurts) (titre québécois Mon amour) de Bud Yorkin : Karen Weaver
- 1991 : Hard Promises (titre québécois Le Mari de ma femme) de Martin Davidson : Shelley
- 1991 : Trahie (Deceived) de Damian Harris : Evelyn
- 1993 : Where the Rivers Flow North (titre québécois Le Prince des rivières) de Jay Craven : fille de joie
- 1993 : Josh and S.A.M. de Billy Weber (en) : Serveuse
- 1994 : Robot in the Family de Mike Richardson et Jack Shaoul
- 1995 : Les Amants du nouveau monde (The Scarlet Letter, titre québécois La Lettre écarlate) de Roland Joffé : Goody Gotwick
- 1995 : Tom et Huck (Tom and Huck) de Peter Hewitt : tante Polly
- 1999 : Day and an Arabian Knight de Francesca Galesi : Day
- 1999 : Joe the King de Frank Whaley : Mary
- 2001 : Besotted de Holly Hardman : Mona
- 2002 : Winning Girls Through Psychic Mind Control (en) de Barry Alexander Brown : Psychiatre
- 2004 : Messengers de Philip Farha : Nan Parrish
- 2006 : Un nom pour un autre (The Namesake) de Mira Nair : Pam
- 2006 : Raisons d'État (The Good Shepherd, titre original Le Bon Berger) de Robert De Niro : officier des opérations de maison de sûreté
- 2008 : Synecdoche, New York de Charlie Kaufman : burning house realtor
- 2009 : Scratch... Play for Keeps de Joseph Brendan Martin : Ma

### Télévision
- 1980 : NBC Special Treat (série télévisée, 1 épisode, Sunshine's on the Way de Robert Mandel) : Bobba June
- 1983 : A Fine Romance de Hal Cooper (téléfilm) : Jean
- 1986 : Trapped in Silence de Michael Tuchner (téléfilm) : Dana Wendolowski
- 1989 : Settle the Score de Edwin Sherin (en) (téléfilm) : Becky
- 1990 : Largo Desolato de Jiri Zizka (téléfilm)
- 1991 : Meurtre entre chiens et loup (In the Line of Duty: Manhunt in the Dakotas) de Dick Lowry (téléfilm) : Karen
- 1991 : Final Verdict (en) de Jack Fisk (téléfilm) : Queenie
- 1991 : Lethal Innocence de Helene Whitney (téléfilm) : Margaret Stokely
- 1993 : To Dance with the White Dog de Glenn Jordan (téléfilm) : Carrie
- 2001 : Amy et Isabelle (Amy & Isabelle) de Lloyd Kramer (téléfilm) : Rosie
- 2002 : Les Années campus (Undeclared) (série télévisée, 1 épisode Parents' Weekend) : Debra Karp
- 2005 : New York, section criminelle (Law & Order: Criminal Intent) (saison 5, épisode 5) : Sœur Dorothy

## Voix françaises
- Dorothée Jemma dans Final Verdict (1991)